# Kowalski
Kowalski (weibliche Form Kowalska) ist ein polnischer Familienname. Er nimmt Rang 2 unter den am häufigsten verbreiteten Familiennamen in Polen ein. Der Name ist abgeleitet vom Wort kowal (Schmied). Die polnischen Familiennamen mit den ersten beiden Silben Kowal- entsprechen dem deutschen Schmidt, Schmitt, Schmitz.

## Herkunft und Bedeutung
Wie bei den meisten polnischen Familiennamen mit der Endung -ski, handelt es sich hier um einen Adelsnamen, der von einem Ortsnamen abgeleitet wurde. Der Ortsname Kowale oder Kowalskie wurde vom Wort kowal abgeleitet.
Solche Ortsnamen waren häufig, man kann sich also keinen konkreten Ortsnamen vorstellen, der dem Familiennamen zugrunde liegt. Zur Bildung des Familiennamens kam es parallel an vielen Orten. Ein Hinweis dafür ist die Tatsache, dass mehr als zehn Adelsgeschlechter den gleichen Namen, aber verschiedene Wappen führten. Die adjektivische Endung „-ski“ drückt in diesem Fall einerseits die Herkunft des Herren, andererseits die Zugehörigkeit seiner Güter aus.
Kowalski ist nach Nowak mit etwa 178.000 (2015) Personen der zweithäufigste Name in Polen. Die weibliche Form lautet Kowalska, der Plural Kowalscy (z. B. Barbara und Henryk Kowalscy); weitere Varianten sind Kowalczyk, Kowalewicz, Kowalewski.
Als Folge der Einwanderung von etwa 200.000 bis 300.000 Polen von Mitte des 19. Jahrhunderts bis Anfang des 20. Jahrhunderts kommen insbesondere in Nordrhein-Westfalen, dort vor allem im Ruhrgebiet, und im Bereich von Berlin vielfach polnische Namen vor, deren Schreibweise häufig eingedeutscht ist, wie bspw. Orłowski zu Orlowski, Szymański zu Schimanski, Rudziński zu Rudzinski, Kowalski, Podolski, Szymaniec zu Schymanietz, Matuzek zu Mattner, Kozłowski zu Koslowski.
Etwa 13 Prozent der deutschen Bevölkerung trägt heute Namen polnischer Herkunft. Kowalski steht an 878. Stelle in der Liste der in Deutschland am meisten verbreiteten Familiennamen.

## Namensträger
- Adam Kowalski (Eishockeyspieler) (1912–1971), polnischer Eishockeyspieler, der auch in weiteren Sportarten erfolgreich war
- Adam Kowalski (Volleyballspieler) (* 1994), polnischer Volleyballspieler
- Aleksander Kowalski (Eishockeyspieler) (1902–1940), polnischer Eishockeyspieler
- Aleksander Kowalski (Skispringer) (1930–2009), polnischer Skispringer
- Aleksander Kowalski (1950–2022), polnischer Theologe, Journalist und Radioredakteur
- Alexander Kowalski (* 1978), deutscher Musikproduzent
- Alfred von Wierusz-Kowalski (1849–1915), polnischer Maler
- André Kowalski (* 1963), deutscher Fotograf
- Andrzej Kowalski (* 1959), polnischer Skispringer
- Antoni Kowalski (* 2004), polnischer Snookerspieler
- Bartholomäus Kowalski (* 1988), deutsch-polnischer Schauspieler
- Bartosz M. Kowalski (* 1984), polnischer Filmregisseur
- Bartosz Kowalski-Banasewicz (Bartmuz; * 1977), polnischer Komponist
- Beate Kowalski (* 1965), deutsche römisch-katholische Theologin
- Bernard L. Kowalski (1929–2007), US-amerikanischer Filmregisseur, Produzent und Drehbuchautor
- Bogusław Kowalski (* 1964), polnischer Politiker
- Christa Kowalski (1934–2017), deutsche Hörspielregisseurin
- Daniel Kowalski (* 1975), australischer Schwimmer
- Emil Kowalski (* 1937), Schweizer Physiker
- Emmanuel Kowalski (* 1969), französischer Mathematiker
- Frank Kowalski (1907–1974), US-amerikanischer Politiker
- Georg Lorenz von Kowalski (1717–1796), deutscher Generalleutnant
- Gerhard Kowalski (* 1942), deutscher Raumfahrtjournalist, Buchautor und Moderator
- Henryk Kowalski (Musiker) (1911–1982), polnischer Geiger und Komponist
- Henryk Kowalski (Radsportler) (1933–2021), polnischer Radrennfahrer
- James Kowalski (* 1957), pensionierter Generalleutnant der US Air Force
- Jan Maria Michał Kowalski (1871–1942), polnischer Bischof
- Janusz Kowalski (* 1952), polnischer Radrennfahrer
- Jarosław Kowalski (* 1974), polnischer Snookerspieler
- Jehuda Lejb Kowalski (1862–1925), polnischer Rabbiner, Publizist und Politiker
- Jelisaweta Nikolajewna Kowalskaja (1851–1943), russische bzw. sowjetische Anarchistin
- Jens T. Kowalski (* 1963), Psychologe, Neurowissenschaftler und Psychotherapeut
- Jerzy Kowalski (1893–1948), polnischer Klassischer Philologe
- Jochen Kowalski (* 1954), deutscher Sänger
- John Kowalski (* 1951), polnisch-US-amerikanischer Fußballtrainer
- Jörg Kowalski (* 1952), deutscher Lyriker, Hörspielautor, Herausgeber und Architekt
- Josef Kowalski (Priester) (auch Józef Kowalski; 1911–1942), polnischer Priester und Märtyrer
- Josef Kowalski (General) (* 1946), deutscher Brigadegeneral und Vizepräsident des Amtes für den Militärischen Abschirmdienst
- Józef Kowalski (Veteran) (1900–2013), polnischer Kriegsveteran
- Józef Wierusz-Kowalski (1866–1927), polnischer Physiker und Diplomat
- Julia Kowalski (* 1979), französische Regisseurin
- Jürgen Kowalski (* 1947), deutscher Fußballspieler
- Karla Kowalski (* 1941), deutsche Architektin
- Kazimierz Kowalski (Paläontologe) (1925–2007), polnischer Paläontologe
- Kazimierz Kowalski (Sänger) (* 1951), polnischer Opernsänger (Bass) und Theaterleiter
- Kerstin Kowalski (* 1976), deutsche Ruderin
- Kevin Kowalski (* 1989), US-amerikanischer Footballspieler
- Killer Kowalski (Walter E. Kowalski) (1926–2008), kanadischer Wrestler
- Klaus Kowalski (* 1929), deutscher Bildhauer, Medailleur, Grafiker und Hochschullehrer
- Konstantin Kowalski (1890–1976), russischer Musiker
- Kurt Kowalski (1948–2023), deutscher Fußballspieler
- Laabs Kowalski (Lars Michael Laabs) (* 1962), deutscher Schriftsteller
- Leo Kowalski (1911–1986), deutscher Pianist und Komponist
- Ludwig Peter Kowalski (1891–1967), deutscher Bildhauer
- Malakoff Kowalski (* 1979), deutsch-amerikanisch-persischer Sänger, Musiker, Komponist und Produzent
- Manja Kowalski (* 1976), deutsche Ruderin
- Marian Albertowitsch Kowalski (1821–1884), polnisch-russischer Astronom
- Marina Fischer-Kowalski (* 1946), österreichische Soziologin und Hochschullehrerin
- Max Kowalski (1882–1956), deutscher Komponist, Sänger, Gesangslehrer und Rechtsanwalt
- Miroslaw Kowalski (* 1965), deutscher Politiker (CDU)
- Natasha Kowalski (* 2003), deutsche Fußballspielerin
- Piotr Kowalski (1927–2004), polnisch-französischer Bildhauer und Architekt
- Robert Kowalski (* 1941), US-amerikanischer Informatiker und Logiker
- Robin M. Kowalski (* 1964), amerikanische Psychologin und Autorin
- Rudolf Kowalski (Jurist) (1815–1883), deutscher Militärjurist
- Rudolf Kowalski (* 1948), deutscher Schauspieler
- Sandra Zirngibl-Kowalski (* 1969), deutsche Schauspielerin
- Simone Kowalski (* 1997), deutsches Model
- Tadeusz Kowalski (Eiskunstläufer) (1894–1940), polnischer Offizier und Eiskunstläufer
- Tadeusz Kowalski (Bildhauer) (1939–2011), polnischer Bildhauer und Dichter
- Tadeusz Kowalski (Mykologe), polnischer Pilzkundler
- Tadeusz Jan Kowalski (1889–1948), polnischer Orientalist
- Ted Kowalski (1931–2010), kanadischer Sänger, Mitglied von The Diamonds
- Thomas Schmidt-Kowalski (1949–2013), deutscher Komponist
- Werner Kowalski (Widerstandskämpfer) (1901–1943), deutscher Widerstandskämpfer
- Werner Kowalski (Historiker) (1929–2010), deutscher Historiker
- Witali Wladimirowitsch Kowalski (1928–1986), sowjetischer Geologe
- Wladislaw Kowalski (1927–2007), französischer Fußballspieler und -trainer
- Władysław Kowalski (Politiker) (1894–1958), polnischer Politiker und Schriftsteller
- Władysław Kowalski (Schauspieler) (1936–2017), polnischer Schauspieler

## Nachweise
1. ↑  Kowalski Nachname forebears.io, abgerufen am 30. Dezember 2021.
2. ↑   Aleksandra Cieślikowa, Maria Malec, Kazimierz Rymut: Słownik etymologiczno-motywacyjny staropolskich nazw osobowych, Cz. 3, Odmiejscowe nazwy osobowe, Akademia Nauk. Instytut Języka Polskiego, S. 85.
3. ↑  Tadeusz Gajl: Herbarz polski od średniowiecza do XX wieku : ponad 4500 herbów szlacheckich 37 tysięcy nazwisk 55 tysięcy rodów. L&L, 2007, ISBN 978-83-60597-10-1, S. 458.
4. ↑  Kowalski Nachname forebears.io, abgerufen am 30. Dezember 2021.